# Cot Eumpue Ngheue
Cot Eumpue Ngheue är en kulle i Indonesien.   Den ligger i provinsen Aceh, i den västra delen av landet, 1 800 km nordväst om huvudstaden Jakarta. Toppen på Cot Eumpue Ngheue är 194 meter över havet.
Terrängen runt Cot Eumpue Ngheue är huvudsakligen kuperad, men norrut är den platt. Havet är nära Cot Eumpue Ngheue åt nordost. Runt Cot Eumpue Ngheue är det ganska glesbefolkat, med 22 invånare per kvadratkilometer. Närmaste större samhälle är Banda Aceh, 17,9 km väster om Cot Eumpue Ngheue. Omgivningarna runt Cot Eumpue Ngheue är en mosaik av jordbruksmark och naturlig växtlighet.